# Yagi-Uda-antenne
En Yagi-Uda-antenne er en dipolantenne med en eller flere direktorer og/eller reflektorer. Dette giver den en betydelig retningsvirkning og følsomhed.
Yagi-Uda-antennen blev opfundet i 1926 af Shintaro Uda fra Tohoku Imperial University, Japan, og (med en mindre rolle af hans kollega) Hidetsugu Yagi.